# Сенкова
Сенко́ва (пол. Sękowa, русин. Сенькова) — село в Польше, находится в Горлицком повяте Малопольского воеводства. Административный центр гмины Сенкова.

## География
Село находится в 7 км от Горлице и в 105 км от Кракова. Возле села протекает река Сенковка. Через село проходит дорога 977.

## История
Село было основано 22 февраля 1363 года указом польского короля Казимира Великого. В 1790 году на границе Сенковы и села Сяры находились шахты, на которых работали государственные крестьяне.

## Население
Численность населения на 2009 год составляла 4.889 человек.
До конца Второй мировой войны в селе проживали лемки. В 1946—1947 годах большинство лемков были переселены во время операции «Висла» на западные территории Польши.

## Достопримечательности
- Церковь святых Филиппа и Иакова — объект Всемирного наследия в составе группы «Деревянные церкви на юге Малой Польши».
- Церковь святого Иосифа.
- Воинское кладбище № 79 (Сенкова)
- Воинское кладбище № 80 (Сенкова)

## Источник
- Sękowa, Słownik geograficzny Królestwa Polskiego i innych krajów słowiańskich, Tom VI, 1884.